# Црква Светог великомученика Прокопија у Топлом Долу
Црква Светог великомученика Прокопија у Топлом Долу, насељеном месту на територији општине Сурдулица, православни је храм који припада Епархији врањској Српске православне цркве.
Црква посвећена Светом великомученику Прокопију саграђена је у периоду 1904 — 1905. године. На Часној трпези у цркви налази се натпис: Овај престол поклонио Зарко Миленковић из Топли Дол 1904. године.
Иконостас потиче из 1905. године, а садржи 27 икона, које је живописао Ђорђе Зографски.